# Traité international contre la pollution plastique
Le traité international contre la pollution plastique est un accord international dont la négociation a débuté en 2022 entre les États membres de l'ONU. L'objectif était d'aboutir à un accord juridiquement contraignant avant fin 2024, qui porte sur l'ensemble du cycle de vie des plastiques, y compris les phases de conception, de production et d'élimination. Le lobby du plastique et certains pays où cette industrie est prégnante s’inquiètent des impacts du traité pour eux.
Malgré deux ans de négociation, et alors que la production de plastique a doublé dans le premier quart du XXIe siècle (plus de 500 millions de tonnes produits en 2024, avec un milliard de tonnes par an attendu avant 2050 selon les projections, les 175 pays réunis fin 2024 à Busan, en Corée du Sud, pour la cinquième et dernière session de négociations de ce traité, n'ont pas réussi à s'entendre sur le choix d'objectifs (contraignants ou non) de réduction de cette pollution, les pays producteurs de pétrole ayant refusé de limiter la production de plastique, mettant en avant la piste d'un meilleur recyclage des déchets. Une nouvelle session de négociation a lieu en août 2025 à Genève sans succès.

## Histoire, calendrier de négociation
La production annuelle de plastique a doublé entre 2004 et 2024, de telle sorte que l'OCDE s'attendait à une production de plus de 500 millions de tonnes par an en 2024 et projette un dépassement du milliard de tonnes par an avant 2050. Par ailleurs le plastique n'est que partiellement récupéré et recyclé. Une part importante de ces déchets finit également par atteindre les océans. Les microplastiques et nanoplastiques sont retrouvés presque partout sur la planète et dans les organismes humains et animaux.
Le 2 mars 2022, lors de la cinquième Assemblée des Nations Unies pour l'environnement (ANUE-5), les États membres de l'ONU votent une résolution intitulée « Mettre fin à la pollution plastique : vers un instrument international juridiquement contraignant ». La résolution établit la création d'un Comité intergouvernemental de négociation (CIN) ayant pour mandat de faire avancer un accord international juridiquement contraignant sur les plastiques,,. La cible affichée est d'aboutir à un projet d'accord vers la fin de l'année 2024.
Les travaux de préparation du traité commencent avec la réunion d'un groupe de travail réunissant les États membres à Dakar, du 30 mai au 1er juin 2022. Cette réunion définit un calendrier des réunions jusqu'à fin 2024 ainsi que des règles de fonctionnement.
La première réunion du comité de négociation (CIN-1) a lieu à Punta del Este, en Uruguay, du 28 novembre au 2 décembre 2022. L'ordre du jour contient alors notamment l'adoption formelle du règlement intérieur. Plus de 2 300 délégués issus de 160 pays y participent.
La deuxième réunion du comité de négociation (CIN-2) a lieu à Paris du 29 mai 2023 au 2 juin 2023. Après des négociations difficiles, les représentants des 175 pays votent à l'unanimité une résolution demandant la rédaction d'une « première version » du traité avant la réunion prévue au Kenya en novembre 2023,.
La troisième réunion du comité de négociation (CIN-3) a lieu à Nairobi, au Kenya, du 13 au 19 novembre 2023. Bien que le Programme des Nations unies pour l'environnement note des progrès « substantiels » lors de cette session, des désaccords de fond demeurent entre les ONG, favorables à la réduction de la production, et les pays producteurs de pétrole et lobbies de l'industrie du plastique, favorables au recyclage.
La quatrième réunion du comité de négociation (CIN-4) a lieu à Ottawa, au Canada, du 23 au 29 avril 2024.
La cinquième et dernière réunion se tient à Busan, en Corée du Sud, du 25 novembre au 1er décembre 2024, mais en dépit de deux ans de négociations préparatoires, les représentants des 175 pays ne réussissent pas à s'accorder sur le choix d'objectifs (contraignants ou non) de réduction de cette pollution. Les pays pétroliers refusent encore de limiter la production de plastique, préférant pousser un recyclage accru des déchets plastiques. Une nouvelle session de négociation est prévue en 2025, lors d'une conférence de plénipotentiaires.
La deuxième partie de la cinquième session du Comité intergouvernemental de négociation se tient du 5 au 14 août 2025 au Palais des Nations, à Genève (Suisse). C'est un échec.

## Contenu
Au lancement des négociations, les membres conviennent que le traité doit avoir une portée internationale, être juridiquement contraignant et couvrir le cycle de vie complet des plastiques, y compris sa conception, sa production et son élimination. La première version de travail ( « draft zero » ) parle plus précisément d'instaurer un plafond de production des matières plastiques. Il est aussi proposé que les produits chimiques contenus dans les plastiques (additifs, auxiliaires technologiques et substances ajoutées non intentionnellement) soient pris en compte,, et en particulier que les substances jugées dangereuses ne soient plus utilisées.

## Soutiens
En amont de l'ANUE-5.2, la majorité des États membres de l'ONU avaient exprimé leur soutien à l'idée d'un traité international sur la pollution plastique. Un certain nombre d'acteurs du secteur des affaires, de la société civile, parmi les peuples autochtones, les syndicats et les scientifiques ont également fait des déclarations sur la nécessité d'un tel traité.
Les mesures les plus ambitieuses sont notamment prônées par les pays membres de la « Coalition de la haute ambition », menée par le Rwanda et la Norvège, et comprenant la plupart des pays de l'Union européenne. Parmi les pays les plus « réfractaires » se trouvent les pays producteurs de pétrole, dont les pays du Golfe, la Russie et l'Inde.